# 第72回NHK紅白歌合戦
『第72回NHK紅白歌合戦』（だい72かいエヌエイチケイこうはくうたがっせん）は、2021年（令和3年）12月31日の19時30分から23時45分まで放送された通算72回目のNHK紅白歌合戦。
1973年より同番組が開催・放送されているNHKホール（東京都渋谷区）が耐震化工事を施工中という事情を勘案し、本年は東京国際フォーラム・ホールA（東京都千代田区）をメイン会場とし、NHK放送センターも使用された。『紅白』がNHKホール以外の公会堂で行われたのは、1972年までの東京宝塚劇場（同じ千代田区）以来49年振り。

## 放送まで
日付はいずれも2021年。
10月7日
当日の報道により、東京国際フォーラムでの開催と、新型コロナウイルス対策に係る緊急事態宣言が9月30日を以て解除されたことを受けて、観客を一定人数入場させて開催する方針であることが明らかにされた。
NHKの定例会見において、2年ぶりに有観客で開催すると発表された。また、観覧募集を初めてウェブで行うこともあわせて発表された。
10月17日
五木ひろしがこの日行われた自身のコンサートにおいて、前回の50回出場を区切りとして、今回は出場しない意向である事を明らかにした。これにより第22回（1971年）の初出場以来記録していた連続出場記録が前回の50回でストップした。
10月29日
司会者が発表された。これまで紅白両組および総合の司会となっていた呼称を「番組の進行とともに、紅組白組はじめご出演いただくすべての歌手・アーティストを応援する存在になる」として「新総合司会」に統一。あわせて、「コロナ禍で彩りに欠けた日々が続いたことから2021年最後の夜は世の中を少しでも『カラフル』に彩りたい」として、本年のテーマが「Colorful〜カラフル〜」に決まったことも発表された。また、多様な価値観を認め合おうという思いも込め、番組ロゴは「横長の長方形で、左側の赤から右側の白へのグラデーション」を使い、区切りの無い中間色の存在を示唆したデザインが示された。ロゴの右端では、白から青へのグラデーションも加えられている。なお、翌年の第73回でも司会の区分けはされていない。
11月19日
出場歌手が発表された。あわせて、特別企画として松平健が出演し、「マツケンサンバII」を歌うことも発表された。
12月9日
ラジオ中継担当者が発表された。
12月21日
曲目発表。松田聖子の歌唱曲については出場可否の判断も含めて後日発表することになった。
12月22日
ゲスト審査員及び審査方法（後述）が発表された。
12月23日
特別企画として、日本を代表するアニメ・ゲーム作品である『ドラゴンクエスト』『鬼滅の刃』『エヴァンゲリオン』の3作品の楽曲を取り上げる「カラフル特別企画 〜明日への勇気をくれる歌〜」を行うことが発表された。あわせてこの企画コーナーに東京都交響楽団と高橋洋子が出演することも発表された。あわせて「日本全国 大みそかの夜はカラフルに！」にて、細川たかしが第66回（2015年）以来6年ぶりに特別枠で出場することも発表された。
12月24日
白組追加出場歌手として藤井風が初出場することが発表された。
12月25日
特別企画としてさだまさしが、自身のカウントダウンコンサートの会場から生中継で出場することが発表された。
松田聖子の出場辞退が発表された。
12月26日
石川さゆりの歌唱時、KREVAとMIYAVIがゲスト出演することが発表された。3人のコラボ曲「火事と喧嘩は江戸の華」が披露される。
12月27日
特別企画としてケツメイシが初出場することが発表された。
曲順が発表された。あわせて今回のオープニングVTRは牧野惇と上水樽力が制作したものが使われることも発表された。
12月28日
BUMP OF CHICKENが既に発表されている「なないろ」に加え、2001年発売の代表曲「天体観測」の2曲を披露することが発表された。また、連続テレビ小説『おかえりモネ』のキャストのゲスト出演も発表された。

## 当日のステージ
今回は、東京国際フォーラムとNHK放送センター内のCT-101スタジオの2か所から放送。出演者の中には放送センターとフォーラムの双方から出演するケースもあったため、放送センターのある東京都渋谷区からフォーラムのある東京都千代田区に随時移動した。

### 前半
- オープニングは司会の和久田麻由子、川口春奈、大泉洋が大泉の楽屋前から挨拶し、幕を開けた。例年はこのタイミングで出場歌手が入場するが、今回はタイトルコールの直後に対戦が始まる形となり、紅組先攻トップバッターのLiSAの後、白組トップバッターの郷ひろみの歌唱時に国際フォーラムのステージに出場者が集合した。各司会者は、昨年に引き続き例年の晴れ着や袴を着用せず、和久田はピンクのワンピース、川口は黄色のスーツ、大泉はワインレッドのスーツを着用した[27]。
- 今回は久々に審査員一人一人の紹介があった一方、ラジオ中継席の紹介はされなかった[注 3]。
- 初出場となったDISH//の曲紹介では、「猫」の作詞と作曲を担当したあいみょんが応援に駆けつけた[28]。
- 紅組で出場したYOASOBIは特別企画にも登場し、YOASOBI with ミドリーズとして「ツバメ」を披露した。ステージでは、司会に加え乃木坂46、BiSH、郷ひろみ、鈴木雅之、三山ひろしらがダンスで参加した[29][30]。歌唱前には、川口が故郷の長崎県五島市を訪れSDGsについて学ぶVTRが放送された。
- 日向坂46は、小坂菜緒が休業中のため21人での出場となった。また、渡邉美穂が翌年7月末をもって卒業したためメンバーとして最後の出場となった。
- 純烈のステージでは、メンバーが観客とマジックハンドで握手する演出があった[31]。
- 天童よしみは、大阪桐蔭高等学校吹奏楽部と共演した[32]。
- KAT-TUNは曲紹介時、過去にグループを脱退しジャニーズ事務所を退所した赤西仁、田中聖、田口淳之介への思いを述べた[33]。また、グループ初の単独ライブを開催した場所が、会場の東京国際フォーラムだったという[34]。
- 上白石萌音のステージには、ピアニストの角野隼斗が伴奏で参加した[35]。
- ボカロPやYouTuberとしても活動する歌い手のまふまふは、この日がテレビ初歌唱だった[36]。
- 水森かおりは、事前収録した高知県の土佐くろしお鉄道の車内、新潟県佐渡市の佐渡金山、静岡県静岡市清水区の茶畑、京都府京都市南区の五重塔を臨むルーフトップバーなど日本各地の観光地を巡る映像が流れた後、京都府京都市東山区の清水寺の舞台の上から生中継で山口百恵の「いい日旅立ち」をカバーした[37]。
- 特別企画で出場した松平健のステージでは、劇団ひとりによる東京オリンピックの開会式の再現が行われた後、松平がスケートボードに乗って登場した[注 4][39]。さらに、車いすに乗ったダンサーが登場するなど東京パラリンピックの開会式を彷彿とさせる演出があった。
- ニュースの前には、葛城ミサト役の三石琴乃によるテレビアニメ『新世紀エヴァンゲリオン』の次回予告風の映像が流れ、最後はミサトのおなじみのセリフである「サービスサービスゥ!」で前半を締めくくった[40]。

### 後半
- 番組後半は、『ドラゴンクエスト』『新世紀エヴァンゲリオン』『鬼滅の刃』とのコラボレーション企画「明日への勇気をくれる歌」から開始した。
  - 『ドラゴンクエスト』とのコラボレーションでは、冒頭で『ドラゴンクエストII』のBGM「Love Song 探して」と共に大泉、川口、和久田がゲーム風のドット絵になって登場した。さらに東京都交響楽団が、東京オリンピック開会式の入場行進曲として使用された「序曲」と『ドラゴンクエストIII』のエンディング曲「そして伝説へ」の2曲を演奏した。曲間では、シリーズ歴代の音楽を担当し、この年死去したすぎやまこういちの功績を紹介するVTRが放送された。なお東京都交響楽団は、すぎやまと長年にわたり録音・コンサートを行っていた[41][42]。
  - 『鬼滅の刃』とのコラボレーションでは、主人公の竈門炭治郎が応援に駆けつけた。LiSAは、紅組でのステージに加えて2回歌唱した[43]。
  - 『新世紀エヴァンゲリオン』とのコラボレーションでは、「紅白に使徒襲来」とのアラームが鳴り、葛城ミサトが「大泉!シンジくんはどこ?」と問いかけた。大泉が「知らない」と答えると、ミサトが「こうなったら大泉、あなたがエヴァに乗りなさい」と指示し、エントリープラグがステージに登場。搭乗を拒む大泉をキャラクターたちが非難し、最終的に碇シンジが「大泉さんと一緒に乗ります」と発言。大泉が「庵野さん、許可出してるんですか。後から怒られそうな気がする」とぼやきながらエントリープラグに乗り込み、「ATフィールド全開！」と叫んだところで、主題歌である高橋洋子の「残酷な天使のテーゼ」が始まった[44]。
- AIは、連続テレビ小説『カムカムエヴリバディ』の主題歌「アルデバラン」を歌唱した。曲紹介はヒロインで紅組出場歌手の上白石萌音が行った[45]。
- 三山ひろしは5年連続でけん玉ギネス世界記録に挑戦し、今回は記録更新となる126人に挑戦した。三山が126人目で決め、初めて2年連続で成功した[44]。ゲストからはDJ KOO（TRF）、松陰寺太勇（ぺこぱ）、鈴木福、ムックが参加した[46]。
- 特別企画で出場したケツメイシは、この日が2021年で初のパフォーマンスとなった[47]。
- 結成10周年の乃木坂46は、この日をもってグループを卒業した生田絵梨花のピアノ伴奏とともに「きっかけ」を披露した[48]。生田の他、新内眞衣が翌年2月10日、星野みなみが同2月12日、北野日奈子が同4月30日、山崎怜奈が同7月17日、樋口日奈が同10月31日、和田まあやが同12月4日、掛橋沙耶香が2024年8月19日[注 5]をもってグループから卒業したため、今回が最後の出場となった[注 6]。
- 6年ぶりに特別企画で出場した細川たかしは、「望郷じょんから」と「北酒場」のスペシャルメドレーを披露した。「北酒場」では、同じ北海道出身の大泉とのデュエットで熱唱した[49][50]。
- 坂本冬美は、最新映像技術の「バーチャルプロダクション」の演出で歌唱した[51]。
- 藤井風は、岡山県浅口郡里庄町にある実家から「きらり」を歌唱した後、会場にサプライズで登場し、「燃えよ」をピアノの弾き語りで披露した[52]。
- YOASOBIのステージでは、会場のガラス棟からikuraがエスカレーターを降りながら登場し、200人を超えるオーケストラやダンサーとともに「群青」を披露した。 曲の終盤では、歌詞の「ありのままのかけがえのない僕だ」を「ありのままのかけがいのないみんなだ」に変更した[53]。
- 鈴木雅之のステージには、ラッツ&スターの桑野信義と佐藤善雄が登場し、TikTokでも流行した「め組のひと」を歌唱した。桑野は2020年に大腸がんの告知を受け、2度の手術を経て復帰したばかりだった[54]。
- ゆずの衣装とセットは、フラワーアーティストの東信が担当した[55]。
- BUMP OF CHICKENは、ゲスト審査員で連続テレビ小説『おかえりモネ』主演の清原果耶の曲紹介で、代表曲「天体観測」と主題歌「なないろ」をメドレーで披露した。曲間では出演者の蒔田彩珠、永瀬廉（King & Prince）、恒松祐里、前田航基、高田彪我が「なないろ」を演奏する映像が流れた[56]。
- 東京事変のステージ終盤では、大量の紙吹雪が飛ぶ演出があった[57]。
- 薬師丸ひろ子は、松任谷正隆のピアノと東京フィルハーモニー交響楽団のオーケストラの演奏で歌唱した[58][59]。
- 石川さゆりは、「火事と喧嘩は江戸の華」でラッパーのKREVA、ギタリストのMIYAVIと共演した[60]。
- 氷川きよしは、出場22回目で初めて持ち歌以外の歌唱となり、美空ひばりの「歌は我が命」をカバーした[61]。
- 初出場の布袋寅泰は、東京2021パラリンピックの開会式でも披露した「BATTLE WITHOUT HONOR OR HUMANITY」をギターソロで演奏した後、「さらば青春の光」を歌唱した[62]。
- 紅組トリ及び大トリのMISIAのステージでは、「Higher Love」を楽曲提供した藤井風がピアノとコーラスで参加した[63]。

### 結果
ゲスト審査員、会場審査員、視聴者審査員のそれぞれで優勢な方に1ポイントを与える3ポイント制となり、全組終了後の最終審査で集計を行い2ポイントを取った方が優勝となる。
- ゲスト審査員（別記）：白組（0 - 6）
- 会場審査員（フォーラムの観客全員）：紅組（1,110 - 1,000）
- 視聴者審査員（総合テレビ・BS4K・BS8Kの視聴者 定員なし）：紅組（2,189,150 -1,956,996）

総合結果は紅組が優勝で前回に続き2連勝となった。紅組の連勝は第66回（2015年）・第67回（2016年）以来。尚、例年行われていた優勝した組の司会者への優勝旗授与は今回より行われていない。
なお、視聴者による中間投票で、1度目の投票では紅組が優勢だったが、2度目の投票では白組が優勢であった。最終投票の視聴者投票では紅組の方が多かった。

## 出場歌手
紅組、      白組、      特別企画、      初出場、      返り咲き。
| 曲順 | 組   | 歌手名                  | 回 | 曲目                                 |
| ---- | ---- | ----------------------- | -- | ------------------------------------ |
| 1    | 紅   | LiSA                    | 3  | 明け星                               |
| 2    | 白   | 郷ひろみ                | 34 | 2億4千万の瞳-エキゾチック・ジャパン- |
| 3    | 白   | DISH//                  | 初 | 猫                                   |
| 4    | 紅   | NiziU                   | 2  | Take a picture                       |
| 5    | 白   | 山内惠介                | 7  | 有楽町で逢いましょう                 |
| 6    | 紅   | 櫻坂46                  | 2  | 流れ弾                               |
| 企画 | 企画 | YOASOBI with ミドリーズ | 初 | ツバメ                               |
| 7    | 紅   | Awesome City Club       | 初 | 勿忘                                 |
| 8    | 白   | GENERATIONS             | 3  | Make Me Better                       |
| 9    | 紅   | 日向坂46                | 3  | 君しか勝たん                         |
| 10   | 白   | 純烈                    | 4  | 君がそばにいるから                   |
| 11   | 白   | SixTONES                | 2  | マスカラ                             |
| 12   | 紅   | 天童よしみ              | 26 | あんたの花道〜ブラバンSP〜           |
| 13   | 白   | KAT-TUN                 | 初 | Real Face #2                         |
| 14   | 紅   | 上白石萌音              | 初 | 夜明けをくちずさめたら               |
| 15   | 白   | King & Prince           | 4  | 恋降る月夜に君想ふ                   |
| 16   | 紅   | milet                   | 2  | Fly High                             |
| 17   | 白   | まふまふ                | 初 | 命に嫌われている。                   |
| 18   | 紅   | 水森かおり              | 19 | いい日旅立ち                         |
| 19   | 白   | Snow Man                | 初 | D.D.                                 |
| 企画 | 企画 | 松平健                  | 2  | マツケンサンバII                     |

| 曲順 | 組   | 歌手名                               | 回 | 曲目                                        |
| ---- | ---- | ------------------------------------ | -- | ------------------------------------------- |
| 企画 | 企画 | 東京都交響楽団                       | 初 | 序曲                                        |
| 企画 | 企画 | 東京都交響楽団                       | 初 | そして伝説へ…                               |
| 企画 | 企画 | LiSA                                 | 3  | 炎                                          |
| 企画 | 企画 | 高橋洋子                             | 初 | 残酷な天使のテーゼ                          |
| 20   | 紅   | AI                                   | 4  | アルデバラン                                |
| 21   | 白   | 関ジャニ∞                            | 10 | Re:LIVE                                     |
| 22   | 紅   | BiSH                                 | 初 | プロミスザスター                            |
| 23   | 白   | 三山ひろし                           | 7  | 浮世傘 〜第5回けん玉世界記録への道〜        |
| 24   | 白   | 平井大                               | 初 | Stand by me, Stand by you.                  |
| 企画 | 企画 | ケツメイシ                           | 初 | ライフイズビューティフル                    |
| 25   | 紅   | Perfume                              | 14 | ポリゴンウェイヴ                            |
| 26   | 紅   | millennium parade × Belle (中村佳穂) | 初 | U                                           |
| 27   | 白   | 宮本浩次                             | 2  | 夜明けのうた                                |
| 28   | 紅   | 乃木坂46                             | 7  | きっかけ                                    |
| 企画 | 企画 | 細川たかし                           | 40 | 望郷じょんから                              |
| 企画 | 企画 | 細川たかし                           | 40 | 北酒場                                      |
| 29   | 紅   | 坂本冬美                             | 33 | 夜桜お七                                    |
| 30   | 白   | 藤井風                               | 初 | きらり                                      |
| 31   | 紅   | YOASOBI                              | 2  | 群青                                        |
| 32   | 白   | 鈴木雅之                             | 4  | め組のひと 2021紅白ver.                     |
| 33   | 白   | ゆず                                 | 12 | 虹                                          |
| 34   | 白   | 星野源                               | 7  | 不思議                                      |
| 35   | 紅   | あいみょん                           | 3  | 愛を知るまでは                              |
| 36   | 白   | BUMP OF CHICKEN                      | 2  | なないろ                                    |
| 企画 | 企画 | さだまさし                           | 21 | 道化師のソネット                            |
| 37   | 紅   | 東京事変                             | 2  | 緑酒                                        |
| 38   | 紅   | 薬師丸ひろ子                         | 2  | Woman "Wの悲劇"より                         |
| 39   | 紅   | 石川さゆり                           | 44 | 火事と喧嘩は江戸の華（feat. KREVA, MIYAVI） |
| 39   | 紅   | 石川さゆり                           | 44 | 津軽海峡・冬景色                            |
| 40   | 白   | 氷川きよし                           | 22 | 歌は我が命                                  |
| 41   | 白   | 布袋寅泰                             | 初 | さらば青春の光 ＜紅白SP＞                   |
| 42   | 白   | 福山雅治                             | 14 | 道標 〜紅白2021ver.〜                       |
| 43   | 紅   | MISIA                                | 6  | 明日へ 2021                                 |

脚注
1. 1 2 3 4 5 6 7 8 9  東京都渋谷区のNHK放送センターCT-101スタジオより中継。
2. 1 2 3 4  東京国際フォーラム・ガラス棟より中継。
3. ↑  改名前の欅坂46時代からの換算では6年連続6回目。
4. ↑  ミドリーズの出場回数。
5. ↑  メンバーの白濱亜嵐・関口メンディーはそれまでにEXILEとして3回出場。
6. ↑  これまでに特別枠のゲストとして1回出場、メンバーの高地優吾・松村北斗はこれまでにNYC boysとして1回出場、森本慎太郎はスノープリンス合唱団として1回出場。
7. ↑  高知県・土佐くろしお鉄道、新潟県佐渡市、静岡県静岡市清水区・天空の茶の間、同・富士市、京都府京都市南区、石川県金沢市、滋賀県高島市・メタセコイア並木での収録を経て京都府京都市東山区の清水寺より中継。
8. ↑  これまでに特別枠のゲストとして1回出場。
9. ↑  これまでに白組歌手として1回出場。
10. ↑  『明日への勇気をくれる歌』
11. ↑  これまでにメンバーの常田大希・新井和輝・勢喜遊はKing Gnuとして白組歌手として1回出場。
12. ↑  東京湾より中継。
13. ↑  これまでにエレファントカシマシとして1回、椎名林檎とのデュエットによる特別枠で1回出場。
14. ↑  これまでに白組歌手として39回出場。
15. ↑  岡山県浅口郡里庄町の実家で収録、その後東京国際フォーラムに生出演。
16. ↑  「きらり」「燃えよ」を順に披露。
17. ↑  これまでにラッツ&スターとして1回出場。
18. ↑  「ランナウェイ」「め組のひと」を順に披露（「ランナウェイ」は冒頭のみ）。
19. ↑  東京国際フォーラム・ガラス棟より収録。歌唱前のトークは中継。
20. ↑  「天体観測」は別スタジオより収録、「なないろ」は宮城県気仙沼市より収録。
21. ↑  「天体観測」「なないろ」を順に披露。
22. ↑  これまでに白組歌手として19回、特別枠として1回出場。
23. ↑  東京都墨田区の両国国技館（ライブ『さだまさし カウントダウンin国技館』）より中継。
24. ↑  ボーカルの椎名林檎はこれまでに紅組としては5回、特別枠としては2回出場。
25. ↑  CT-101スタジオより収録。歌唱前のトークは中継。
26. ↑  「BATTLE WITHOUT HONOR OR HUMANITY」「さらば青春の光」を順に披露。
27. ↑  「明日へ」「Higher Love」を順に披露。

### 選考を巡って
- 初出場は紅組4組、白組6組の計10組。返り咲きは4組。
  - Awesome City Clubはこの年リリースした「勿忘」が9月時点でサブスクリプション再生回数が2億回を突破する大ヒットとなった[64]。
  - 上白石萌音はこの年下期の連続テレビ小説『カムカムエヴリバディ』のヒロイン・橘（雉真）安子役として出演するなど女優として活躍する傍ら、歌手としても精力的に活動し、6月にリリースした歌謡曲カバーアルバム『あの歌』シリーズも好調なセールスを記録している[65]。なお、連続テレビ小説の主演女優がその年の紅白歌手として出場するケースは第37回（1986年）に出場した斉藤由貴以来[注 7]、35年ぶりである[66]。
  - BiSHは結成7年で初出場。「楽器を持たないパンクバンド」のキャッチフレーズどおりのライブパフォーマンスで人気を集め、最新アルバム『GOiNG TO DESTRUCTiON』など4作でオリコンチャート1位を獲得している[67]。その後BiSHは2023年に解散したため、紅白の出場は唯一となった。
  - 常田大希が主宰する音楽ユニットmillennium paradeはこの年公開のアニメ映画『竜とそばかすの姫』で主人公・内藤鈴 / Belle役を演じた中村佳穂をゲストボーカルに迎えたテーマ曲「U」がヒットしている[68]。
  - KAT-TUNはデビュー15周年で初出場[69]。また、前回出場が決まっていながらも直前に宮舘涼太の新型コロナウイルス感染とメンバーの濃厚接触が判明し出場見送りとなったSnow Manも2回目の選出で悲願の初出場となった[70]。
  - DISH//はデビュー10周年。2017年にあいみょんが楽曲提供した「猫」をYouTubeチャンネル「THE FIRST TAKE」で披露したことがきっかけでブレイクした[71]。また、メンバーの矢部昌暉は『天才てれびくんMAX／大!天才てれびくん』の元てれび戦士で6月から7月にかけて行われた同番組の舞台『天才てれびくん The STAGE 〜バック・トゥ・ザ・ジャングル〜』で主演を務めコロナ禍の中で舞台を大成功に収めたことが評価された[72]。
  - 平井大は耳に残る印象的な歌声と歌詞、キャッチーなメロディーラインが男女問わず高い人気を得たことで30歳での初出場を決めた[73]。
  - 布袋寅泰はアーティスト活動40周年。また、2020年東京パラリンピックの開会式で演奏したことも話題となった。これまで妻の今井美樹や石川さゆりのギター演奏でのゲスト出演はあったものの、BOØWY時代を含め出場経験は無かった[74]。
  - まふまふは2010年からニコニコ動画の歌い手として活動、投稿した動画が若い世代を中心に人気を集めている[75]。特に2021年5月5日に東京ドームで開催された無観客無料配信ライブでは、最大約40万人が同時視聴する大成功を収めた[76]。
  - 返り咲き組ではBUMP OF CHICKENが6年ぶり2度目の出場。結成25周年に加え、この年上期の連続テレビ小説『おかえりモネ』の主題歌「なないろ」を担当している。デビュー40周年の薬師丸ひろ子は7年ぶり2度目、連続テレビ小説『カムカムエヴリバディ』主題歌「アルデバラン」を担当するAIは4年ぶり4回目、宮本浩次はこれまでにエレファントカシマシや椎名林檎との特別枠での出場はあったがソロとしては初出場となる[77][78]。
  - 特別枠の松平健については、SNS上で巻き起こった東京オリンピック・パラリンピックの開閉会式での「マツケンサンバ待望論」が大きく影響したことが明かされている[79]。
- 他に出場が噂されたのは（昨年までの連続出場を除く）、山崎育三郎[80][81]、ハラミちゃん[81][82]、なにわ男子[83]、新しい地図 [84]、ウマ娘 プリティーダービー[85]、緑黄色社会[81]、優里[81][86]、Ado[81]、宇多田ヒカル、和田アキ子、フレデリック、ずっと真夜中でいいのに。、川崎鷹也、Eveなどがあった。
  - この年の日本レコード大賞を受賞したDa-iCEも落選したが、3年後の第75回で初出場を果たしている。
  - このうち、なにわ男子、緑黄色社会、Ado[注 8]は翌年の第73回で出場を果たした。
- 前回の出場歌手より不選出となったのは紅組5組、白組7組の計12組。
  - 紅組：JUJU、Superfly、Foorin[注 9]、BABYMETAL[注 10]、Little Glee Monster
  - 白組：嵐[注 11]、五木ひろし[注 12]、瑛人、Official髭男dism[注 13]、Kis-My-Ft2、Hey! Say! JUMP、Mr.Children
- 前述の通り五木ひろしが出場辞退したことにより、今回の最多出場者は石川さゆりの44回目で、連続出場記録も38年連続となっている[88]。

### 曲順を巡って
紅組トリおよび大トリに6回出場達成のMISIA、白組トリに福山と、共に昨年と同じ組み合わせでトリに起用された。前者は3年連続の紅組トリかつ2年連続の大トリ、後者は2年連続の白組トリ。トリが前回と同じ組み合わせになるのは41年ぶり。
各種メディアが挙げていたトリの候補は以下の通りである。
- スポーツニッポン（2021年11月20日付） - 「紅組トリおよび大トリは2年連続でMISIAが有力。白組トリは氷川きよしや福山を推す声が多い」[91]
- スポーツ報知（2021年12月22日付） - 「紅組トリおよび大トリは2年連続でMISIAが内定。白組トリは氷川きよしや福山が有力」[92]

## 司会者
- 大泉洋（TEAM NACS、『SONGS』責任者、翌年の大河ドラマ『鎌倉殿の13人』の源頼朝役）
- 川口春奈（女優、この年2月まで放送された大河ドラマ『麒麟がくる』の帰蝶役、翌年上期の連続テレビ小説『ちむどんどん』の比嘉良子役）
- 和久田麻由子（東京アナウンス室）
  - 上述の通り、今回以降は紅・白組および総合を分けずに司会者の呼称が全員「司会」に統一されている[6][7]。大泉は2年連続2回目、川口は初担当、和久田は2年ぶり2回目。
  - 今回は第59回（2008年）から前回まで司会に起用されていた『大河ドラマ』か『連続テレビ小説』（上期作品）のヒロイン経験者・予定者が選出されていない[93]。
  - 司会が紅組・白組・総合に分けずに統一されているため、3人が全体の進行をした。
  - 一部報道ではサンドウィッチマンが内定したとの報道もあった[94]。

## 審査方法
今回の審査方法は以下の3つで構成されており、各投票の多い組に1ポイント与えられ、3ポイント中2ポイント取った組が優勝となる。
- 6人のゲスト審査員による投票
- 会場観覧者による投票
- 視聴者による番組連動データ放送を使用した投票
  - 前回と同様に総合テレビ・BS4K・BS8Kの視聴者（NHKプラスとワンセグでの投票は不可）を対象に行い、視聴開始で1票、その後5分連続視聴を10回繰り返すことで票が増え（テレビ1台辺り最大5票）、全対戦終了後に票を投じる。前回と異なり紅白それぞれに手持ちの票を分割して投票することが可能。

ただし、今回のゲスト審査員は6人と偶数であるため、3対3で分かれた上で、会場投票と視聴者投票もそれぞれ各組にポイントが与えられた場合、番組史上初の両組同時優勝および、第54回以来18年ぶりの完封戦（ストレート戦）の可能性もありえた。

## ゲスト出演者

### ゲスト審査員
- 三谷幸喜（劇作家、脚本家、監督）：翌年の大河ドラマ『鎌倉殿の13人』の脚本を担当。
- 清原果耶（女優）：この年上期の連続テレビ小説『おかえりモネ』のヒロイン・永浦百音役。
- 坂口健太郎（俳優）：同じく『おかえりモネ』の菅波光太朗役。
- 石川佳純（卓球選手）：2021年東京オリンピック卓球女子団体で銀メダル。
- 谷真海（陸上選手）：2021年東京パラリンピックで開会式の日本選手団旗手を担当し、トライアスロン女子で10位。
- 小池栄子（女優）：『鎌倉殿の13人』の北条政子役。

### 特別企画
- ミドリーズ、アオ（声：神木隆之介）、キイ（声：二階堂ふみ）：子供向けSDGsキャンペーン企画「ひろがれ!いろとりどり」のマスコットキャラクター。「日本全国 大みそかの夜はカラフルに！」で出演、YOASOBIと共にテーマソング「ツバメ」を歌唱。
- 劇団ひとり：第2回中間審査〜「カラフル特別企画 〜明日への勇気をくれる歌〜」内の松平健における2020年東京オリンピックの開会式のムービーパロディ
- 真島茂樹、 かんばらけんた：「カラフル特別企画 〜明日への勇気をくれる歌〜」内の松平健のダンサーで出演。
- 東京都交響楽団：「カラフル特別企画 〜明日への勇気をくれる歌〜」でドラゴンクエスト関連楽曲を演奏[17]。
- 山田孝之：「カラフル特別企画 〜明日への勇気をくれる歌〜」でドラゴンクエストの紹介VTRのナレーションを担当。『勇者ヨシヒコシリーズ』（テレビ東京系列）の主演・ヨシヒコ役。
- 竈門炭治郎（声：花江夏樹） ：『鬼滅の刃』のキャラクター。「カラフル特別企画 〜明日への勇気をくれる歌〜」内LiSAの応援で出演。
- 高橋洋子：「カラフル特別企画 〜明日への勇気をくれる歌〜」でエヴァンゲリオン関連コーナーに出演、「残酷な天使のテーゼ」を歌唱[17]。
- 碇シンジ（声：緒方恵美）、綾波レイ（声：林原めぐみ）、惣流（式波）・アスカ・ラングレー（声：宮村優子）、葛城ミサト（声：三石琴乃）、碇ゲンドウ（声：立木文彦）：いずれも『新世紀エヴァンゲリオンシリーズ』のキャラクター。「カラフル特別企画 〜明日への勇気をくれる歌〜」でエヴァンゲリオン関連コーナーに出演。

### 企画・応援ゲスト
- 畑中ふう：三山ひろしの紹介VTRナレーションを担当。『M-1グランプリ』（ABCテレビ制作・テレビ朝日系）決勝の出場者紹介ムービーパロディ
- けん玉ちばちゃん、けん玉ヒーローズ2021、松陰寺太勇（ぺこぱ）、ず〜まだんけ、DJ KOO（TRF）、鈴木福、ムック：三山ひろしの曲中でけん玉ギネス世界記録に挑戦。
- シュウペイ（ぺこぱ）：けん玉の応援。
- 東信：フラワーアーティスト。ゆずとのコラボレーションで出演。
- 清原果耶、坂口健太郎、永瀬廉、蒔田彩珠、恒松祐里、前田航基、高田彪我、でんでん、浜野謙太、夏木マリ：「おかえりモネ」の企画に登場。

### 演奏ゲスト
- 大阪桐蔭高等学校吹奏楽部：天童よしみの演奏[95]。
- 角野隼斗：上白石萌音のピアノ演奏。
- 東京フィルハーモニー交響楽団：YOASOBIおよび薬師丸ひろ子の伴奏。
- 斎藤ネコ：YOASOBIの指揮を担当。
- 桑野信義（トランペット演奏）、佐藤善雄（コーラス）：ラッツ&スターのメンバー。鈴木雅之のサポートで出演[95]
- 河村"カースケ"智康、三浦淳悟、長岡亮介、櫻田泰啓、石橋英子、武嶋聡：星野源のバックバンド。
- 下野竜也（指揮）、松任谷正隆（ピアノ演奏・オーケストラアレンジ）：薬師丸ひろ子の演奏。
- KREVA（ラップ）、MIYAVI（ギター演奏）：石川さゆりとのコラボ楽曲「火事と喧嘩は江戸の華」で出演。
- 井上鑑、山木秀夫、髙水健司、今剛、小倉博和、稲田枝里子、金原千恵子ストリングス：福山雅治のバックバンド。
- 都倉俊一：「蛍の光」の指揮を担当。

### その他の番組担当者
- ラジオ中継：佐藤俊吉、浅野里香（いずれも東京アナウンス室）

## その他
- 白組トリの福山雅治が歌唱した「道標 〜紅白2021ver.〜」は、後に「道標 2022」として音源化された[96]。
- 第61回（2010年）から第71回（2020年）までの11年間『紅白ウラトーク』が実施されていたが、今回は副音声自体が無かった[97][98]。
- ステージのセットに使用された花[注 14]の一部は東京都の大田市場において、2021年の営業最終日に売れ残ったものを使用した[99]。
- 実施本部長の杉山賢治は報道各社へのコメントを開催後に発表し、「2年ぶりに会場にお迎えしたお客様は、アーティストの皆さん、そして番組に大きな力を与えてくれました」と振り返り、「2年連続司会の大泉洋さんは、持ち前の明るさと話術で司会陣をリードしていただき、川口春奈さんも初司会とは思えない落ち着きぶりで、ともにご自身のカラーを十分に発揮され、まさに一体となって紅白を盛り上げてくれました」と評価したうえで[100]、「改めまして、すべての出演者のみなさま、制作にあたりご協力いただいたみなさま、そして全国の視聴者のみなさまに心より感謝申し上げます」と視聴者に向けて感謝の意を示した[101]。
- この年から長らく続いてきた「終」の表記は廃止され、「制作・著作NHK」のみを表記されるようになった。
- 櫻坂46の渡邉理佐（翌年5月22日に卒業）、菅井友香（翌年11月9日に卒業）、土生瑞穂（2023年11月25日に卒業[注 15]）、小池美波[注 5]にとっても、各グループのメンバーとして今回が最後の出場となった。

## 視聴率
ビデオリサーチの発表によると、平均視聴率は前半が31.5％（前回から2.7p減）、後半が34.3％（前回から6.0p減）で、後者については第70回（2019年）の37.3%を3.0ポイント下回り、2部制になった1989年以降、歴代最低の数字となった（関東地区・世帯・リアルタイム）。個人視聴率は、前半が23・4％（前回から1.6p減）、後半が24・8％（前回から4.8p減）、平均視聴人数は2981万人だった。なお、瞬間最高視聴率は23時42分、この日のアーティストのダイジェスト映像が終わり、結果発表を待つ場面で世帯39.3％だった。
平均世帯視聴率が歴代最低となったことについて、前田晃伸NHK会長は1月13日に行われた定例会見で「いろんな媒体で見られているので、単純に視聴率だけではないと思っている。見る手段が多様化しているのも事実。そのあたりをよく調査して、しっかりお応えしていく」と述べており、正籬聡放送総局長も19日に行われた定例会見で「世帯平均視聴率だけを見て判断するのは危険だと思う」と述べた他、「いろんな指標を見ていく必要があるのでは。世帯視聴率オンリーでは一面的になってしまうし、視聴者のニーズに応えられなくなってくる」との見解を述べている。

### 歌手別視聴率
- 数字は関東地区[108]。
- 紅組、      白組、      特別企画。

| 順位 | 組 | 歌手         | 視聴率 |
| ---- | -- | ------------ | ------ |
| 1位  | 紅 | MISIA        | 39.2%  |
| 2位  | 白 | 福山雅治     | 36.5%  |
| 3位  | 白 | 鈴木雅之     | 36.2%  |
| 4位  | 紅 | 薬師丸ひろ子 | 35.8%  |
| 5位  | 企 | 高橋洋子     | 35.7%  |
| 5位  | 白 | 氷川きよし   | 35.7%  |
| 5位  | 白 | 布袋寅泰     | 35.7%  |
| 8位  | 紅 | 石川さゆり   | 35.6%  |
| 9位  | 白 | ゆず         | 35.5%  |
| 10位 | 紅 | YOASOBI      | 35.4%  |